# Pieter van Eenoge
Pieter Van Eenoge (Brugge, 17 december 1976) is een Belgisch illustrator en auteur. Hij woont en werkt in Brugge, maar groeide op in Keulen, in Duitsland. In 1999 studeerde hij af aan Sint-Lucas in Gent en ongeveer een jaar later begon hij zelfstandig te werken als illustrator. 

## Carrière
Sinds 2002 is Pieter van Eenoge aan de slag als zelfstandig illustrator. Hij werkt vooral voor kranten, magazines, boeken, bedrijven, reclame of tentoonstellingen. Zowel Belgische als internationale klanten vragen hem om illustraties te maken, zoals The New Yorker, Zeit Magazin, De Volkskrant, De Morgen, Humo, De Tijd… In 2011 was hij huisillustrator voor cultuurcentrum De Spil in Roeselare. Ook tijdens de expo Kraanvogels en Kersenbloesems in 2017 in het Literair Museum in Hasselt was werk van Van Eenoge te zien, naast tal van andere bekende illustratoren zoals Carll Cneut, Claudia Verhelst, Quentin Gréban en Benjamin Lacombe. Voor de Boekenbeurs ontwierp hij in 2011 de affiche en voor Jeugdboekenmaand deed hij dat in 2017. In 2019 was Van Eenoge vakjury bij de Picturale, de Biënnale van de illustratie in Ronse. 

## Werk
Pieter Van Eenoge maakt kleurrijke, surrealistische illustraties die veel humor bevatten. Hij werkt vooral met acrylverf of inkt, maar scant ook al eens een tekening in om ze digitaal te bewerken. Zijn werk vertrekt vaak vanuit een personage dat een handeling uitvoert. Daarom is Van Eenoge meester in editorials, illustraties bij een inhoudelijk artikel. 

## Bekroningen
Zijn werk werd al verschillende keren bekroond. In 2013 ontving hij een gouden medaille van de American Society of Illustrators, waarna hij meteen een opdracht voor de New York Times in de wacht sleepte. 
- 2012 – Boekenpluim voor De dokter en het leger van Davy
- 2013 – gouden medaille van de American Society of Illustrators voor zijn illustratie van het reuzenganzenspel in het Openluchtmuseum van Bokrijk
- 2017 – zilveren medaille van de American Society of Illustrators voor zijn affiche van Jeugdboekenmaand